# خوینه (استان اشوی‌داشکسیه)
خوینه (به لهستانی: Choiny) یک منطقهٔ مسکونی در لهستان است که در گمینا سوبکوو واقع شده‌است.